# 梅木達郎
梅木 達郎（うめき たつろう、1957年2月26日 - 2005年3月5日）は、日本のフランス文学者、翻訳家。専門はフランス現代文学・現代思想。

## 略歴
山形県出身。東北大学文学部仏文科卒、同大学院文学研究科博士後期課程単位取得満期退学。東北大学国際文化研究科助教授をつとめたが、48歳で自死。

## 著書
- 『放浪文学論 ジャン・ジュネの余白に』（東北大学出版会） 1997
- 『脱構築と公共性』（松籟社） 2002
- 『支配なき公共性 デリダ・灰・複数性』（洛北出版） 2005
- 『サルトル 失われた直接性をもとめて』(日本放送出版協会、シリーズ・哲学のエッセンス)  2006

## 翻訳
- 『崇高とは何か』（ミシェル・ドゥギー他、法政大学出版局、叢書・ウニベルシタス） 1999
- 『尽き果てることなきものへ 喪をめぐる省察』（ミッシェル・ドゥギー、松籟社） 2000
- 『セリーヌの作品 第6巻 ノルマンス またの日の夢物語2 文学作品』（ルイ＝フェルディナン・セリーヌ、国書刊行会） 2002
- 『火ここになき灰』（ジャック・デリダ、松籟社） 2003
- 『シャティーラの四時間』（ジャン・ジュネ、鵜飼哲共訳、インスクリプト） 2010
- 『公然たる敵』（ジャン・ジュネ、アルベール・ディシィ編、鵜飼哲, 根岸徹郎, 岑村傑共訳、月曜社） 2011